# زماله امیر عبدالقادر
زماله امیر عبدالقادر (به عربی: زمالة الأمیر عبد القادر) یک شهرداری در الجزایر است که در استان تیارت واقع شده‌است.